# 圣卡西安 (多尔多涅省)
圣卡西安（法語：Saint-Cassien，法語發音：[sɛ̃ kasjɛ̃]）是法国多尔多涅省的一个市镇，属于贝尔热拉克区。

## 地理
圣卡西安（44°41'8"N, 0°50'43"E）面积4.72 平方千米，位于法国新阿基坦大区多爾多涅省，该省份为法国西南部内陆省份，是法國本土面积第三大的省，大致对应佩里戈尔地区，北起顺时针与夏朗德省、上维埃纳省、科雷兹省、洛特省、洛特-加龙省、吉倫特省和滨海夏朗德省接壤。
与圣卡西安接壤的市镇（或旧市镇、城区）包括：拉瓦拉德、韦尔德比龙、帕朗凯、图尔利亚克、朗皮约、马尔萨莱斯、戈雅克。

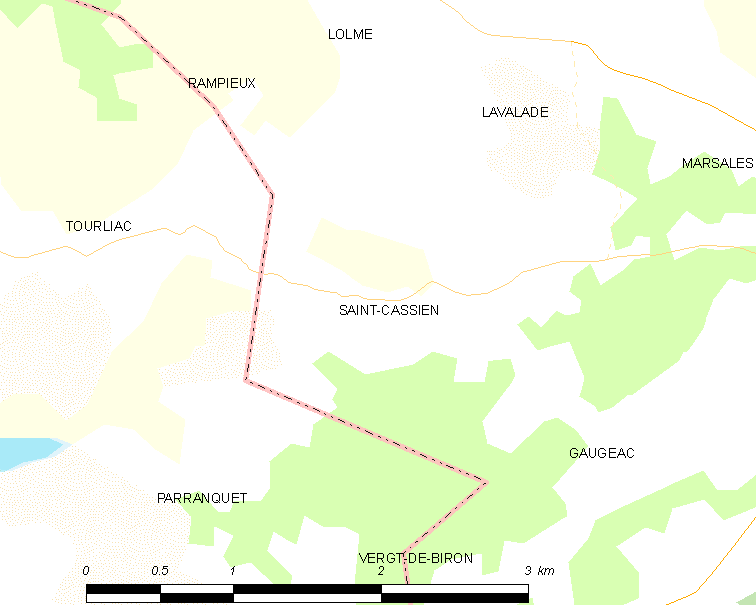
的OSM定位图

圣卡西安的时区为UTC+01:00、UTC+02:00（夏令时）。

## 行政
圣卡西安的邮政编码为24540，INSEE市镇编码为24384。

## 政治
圣卡西安所属的省级选区为拉兰德县。

## 人口

1962-2008年间人口变化图示

圣卡西安于2022年1月1日时的人口数量为32人。